# Verdunská smlouva

Rozdělení Franské říše Verdunskou smlouvou: Ludvík II. Němec oranžově, Karel II. Holý modře, Lothar I. zeleně

Verdunská smlouva uzavřená v roce 843 ve městě Verdunu rozdělila Franskou říši na tři království ovládaná syny Ludvíka I. Pobožného.
Každý z bratrů se na základě této smlouvy usadil v jednom království:
- Ludvík II. Němec (usadil se v Bavorsku): Východofranská říše – vše na východ od Rýna a na severovýchod od Itálie), hodně z jeho území se stalo dnešním Německem
- Karel II. Holý (usadil se v západní Francii): Západofranská říše – západní část říše, z jeho království vznikla nynější Francie
- Lothar I. (usadil se v Itálii): Středofranská říše – oblast mezi řekami Rýnem a Rhônou a Itálie

Lothar kromě centrální části území říše získal také císařský titul jako poctu. Po jeho smrti si jeho synové jeho území rozdělili opět na tři části, z nichž jednou byla Lotharingie, ze které se později vyvinulo vévodství lotrinské a dnešní Lotrinsko.

## Okolnosti vzniku
V roce 814 zemřel Karel Veliký a jeho říši zdědil jeho syn Ludvík I. Pobožný. V této době už však Franská říše čelila velikým vnitřním ekonomickým problémům. Ludvík I. se místo reforem věnoval obraně státu. Roku 827 vpadli do pohraničních marek Španělé a vyrabovali okolní městská centra. Tato krize eskalovala napětí ve Franské říši a zapříčinila rozpory i mezi členy královské rodiny. V letech 830 a 833 se proti Ludvíkovi I. udály také dva pokusy o vojenský puč, v důsledku pokusu o snížení dědických podílů. Při druhém pokusu se spikli všichni Ludvíkovi synové Pipin I. Akvitánský, Lothar I. Franský a Ludvík Němec, podpořeni papežem Řehořem IV.

## Vyhlášení smlouvy
Ludvík I. uzavřel s Lotharem dohodu, Lothar měl převzít nad mladistvým Karlem jakýsi patronát a odměnou mu bude zvýšení jeho dědického podílu. To se však nelíbilo Ludvíku Němcovi, kterému by připadlo pouze Bavorsko. Při těchto sporech roku 840 zemřel Ludvík I. Po otcově smrti se Lothar I. pokusil o strhnutí moci na svou stranu, neúspěšně, byl poražen svými bratry Karlem Holým a Ludvíkem Němcem. Nakonec sourozenci uzavřeli v roce 843 Verdunskou dohodu. Lothar se však se smlouvou nikdy nesmířil, i přesto že mu zachovala císařský titul a v tom případě také jakousi formální nadvládu nad ostatními Karlovci. Verdunská smlouva tedy vstoupila v platnost až v roce 855 po Lotharově smrti.